# One Last Wish
Gli One Last Wish sono una band statunitense formatasi nel 1985 nella scena di Washington D.C.. Nati dallo scioglimento dei Rites of Spring, furono fondati da tre componenti della band precedente (Guy Picciotto, Edward Janney e Brendan Canty) e da Michael Hampton; la band rimane attiva dal 1986 al 1987, poco prima della fondazione della band post hardcore Fugazi, di cui faranno parte sia Picciotto che Canty.

Nonostante il breve periodo di attività, gli One Last Wish rimangono una band importante, una delle fondatrici, della prima ondata emo. L'unico loro album, 1986, sebbene registrato, per l'appunto, nel 1986 verrà messo pubblicato solo nel 1999 dalla Dischord Records, di proprietà del cantante e chitarrista dei Minor Threat Ian MacKaye, successivamente fondatore e chitarrista proprio dei Fugazi.

Successivamente allo scioglimento, e contemporaneamente alla nascita dei Fugazi, tre dei componenti degli One Last Wish fondarono anche, insieme all'ex chitarrista dei Rites of Spring Michael Fellows, la band Happy Go Licky la quale incluse nel proprio repertorio dal vivo alcuni brani di questa band. Hampton invece si dedicherà alla fondazione della band Manifesto.

## Formazione
- Guy Picciotto - voce, chitarra
- Michael Hampton - chitarra
- Edward Janney - basso
- Brendan Canty - batteria

## Discografia
- 1999 - 1986